# Jan Jacobs May van Schellinkhout
‎
Jan Jacobs May van Schellinkhout, nizozemski pomorščak in raziskovalec.
Leta 1612 je odkril otok, ki je bil poimenovan po njem - Jan Mayen.